# スペクトラム SUPER REMIX 1991
『スペクトラム SUPER REMIX 1991』（スペクトラム スーパー・リミックス ナインティーン・ナインティワン）は、1991年にスペクトラムのオリジナルアルバム全6タイトルがCD化されたことに合わせて同年2月21日に発売されたリミックス・アルバム。

## 概要
吉田俊之を中心とする元メンバー自身の手で、新録音を含むリミックスが施されている。この音源を使用したプロモーションビデオも制作されており、これは2004年発売のDVD『SPECTRUM LIVE TIME BREAK -SPECTRUM 2004-』に収録された。

## 収録曲
| 全作曲・編曲: スペクトラム。 |                                       |                        |              |
| #                            | タイトル                              | 作詞                   | 作曲・編曲   |
| 1.                           | 「In the Space (Super Remix)」        | 宮下康仁               | スペクトラム |
| 2.                           | 「トマト・イッパツ (Live Power Mix)」 | 宮下康仁               | スペクトラム |
| 3.                           | 「夜明け（アルバ） (Dancing Mix)」    | 近田春夫、スペクトラム | スペクトラム |
| 4.                           | 「F・L・Y (1991 Mix)」                | Mabo                   | スペクトラム |
| 5.                           | 「Sunrise (Hyper Mix)」               | 山川啓介               | スペクトラム |
| 6.                           | 「Act-Show (Super Remix II)」         | 宮下康仁               | スペクトラム |

## 曲解説
1. In the Space (Super Remix)
アルバムバージョンをベースに、間奏のブラスの音はアルバムバージョンとシングルバージョンの双方をミックスしている。
2. トマト・イッパツ (Live Power Mix)
ライブ音源をベースに、間奏に「侍S」「ミーチャン Going to the Hoikuen[1]」「あがき」「モーション」の音をミックスしている。
3. 夜明け（アルバ） (Dancing Mix)
当時未CD化だったシングルバージョン[2]をベースにしている。
4. F・L・Y (1991 Mix)
イントロ前にサビのア・カペラを挿入している。
5. Sunrise (Hyper Mix)
アルバムバージョンをベースに、イントロはシングルバージョンに近い形にミックスしている。全体的には原曲よりも短めになっている。
6. Act-Show (Super Remix II)
ライブバージョンをベースに、ライブで省略されていた部分はスタジオバージョンを繋いでいる。